# NGC 5439
NGC 5439 este o emission-line galaxy⁠(d) situată în constelația Câinii de Vânătoare. A fost descoperită în 1883 de către Lewis A. Swift. Se află la o distanță de 32,3 de megaparseci de Pământ.